# Ewangelia Cerynta
Ewangelia Cerynta – niezachowana do czasów współczesnych apokryficzna ewangelia związana z postacią gnostyka Cerynta, wspomniana w Spisie Samarytańskim i przez Epifaniusza. Według innej informacji podanej przez Epifaniusza, Cerynt posługiwał się Ewangelią Ebionitów, badacze nie są więc pewni czy istniała oddzielna Ewangelia Cerynta.